# Tan Liangde
Tan Liangde, né le 14 juillet 1965, est un plongeur chinois.

## Palmarès

### Jeux olympiques
- Los Angeles 1984
  -  Médaille d'argent en tremplin 3 mètres
- Séoul 1988
  -  Médaille d'argent en tremplin 3 mètres
- Barcelone 1992
  -  Médaille d'argent en tremplin 3 mètres[1].

### Championnats du monde
- Championnats du monde de natation 1986
  -  Médaille d'argent en tremplin 3 mètres
- Championnats du monde de natation 1991
  -  Médaille d'argent en tremplin 3 mètres